# Brava-Gente-Mythos

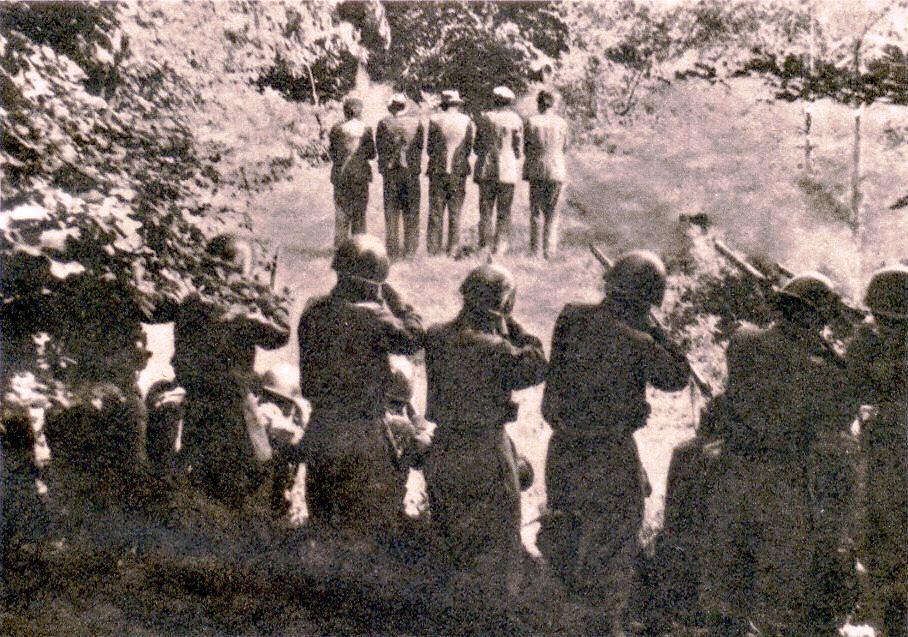
Italienische Soldaten bei der Geiselerschießung 1942 in Slowenien

Als Brava-Gente-Mythos, im Italienischen unter der Phrase italiani brava gente („Italiener [sind] anständige Leute“) bekannt, wird in der jüngeren historischen Forschung das populäre italienische Narrativ bezeichnet, das eine Beteiligung des faschistischen Italien an Kriegsverbrechen während des Zweiten Weltkriegs oder dem Holocaust in Abrede stellt bzw. systematisch herunterspielt. Die erinnerungskulturelle Position ist jene, dass italienische Soldaten und Offiziere sich im Gegensatz zu ihren ideologisierten, brutalen deutschen Verbündeten durch Menschlichkeit und Mitgefühl ausgezeichnet hätten, somit eben „anständige Leute“ geblieben seien. Im weiteren Sinne umfasst der Mythos auch vergleichbare geschichtsrevisionistische Einstellungen, die in Diskursen zur italienischen Kolonialherrschaft in Afrika und zu weiteren Konflikten mit italienischer Beteiligung anzutreffen sind.
Die nach den Schwarzhemden bezeichneten „zwanzig schwarzen Jahre“ der faschistischen Diktatur von 1922 bis 1943 (ventennio nero, ventennio fascista oder nur ventennio) wurden im kollektiven Gedächtnis durch die Erfahrung der zwei Jahre deutscher Besatzung von 1943 bis 1945 (biennio) mit der Erinnerung an Partisanenkrieg, Internierung und Deportation zur Zwangsarbeit marginalisiert. Die Verfolgung politischer Gegner des Regimes, die Unterdrückung der Slowenen und Kroaten in den nordöstlichen Grenzgebieten, die begangenen Kriegsverbrechen in den Kolonien (Italienisch-Libyen und Italienisch-Ostafrika), in Griechenland, in Jugoslawien und der Sowjetunion sowie die Beteiligung der Italienischen Sozialrepublik am Holocaust blieben infolgedessen, von wenigen Ausnahmen abgesehen, ungesühnt und lange Zeit auch unbeachtet.
Daneben führte der von der großen antifaschistischen Koalition der Parteien des Verfassungsbogens gepflegte Resistenza-Mythos als Gründungsmythos des neuen italienischen Staates mit der Konzentration auf den Befreiungskrieg der Jahre 1943 bis 1945 ebenfalls zu einer Vernachlässigung der schwarzen zwei Jahrzehnte in der Forschung und Geschichtsdidaktik.
In seinem 2005 erschienenen Buch Italiani, brava gente? Un mito duro da morire weitete der italienische Historiker Angelo Del Boca den Brava-Gente-Mythos über die Zeit des italienischen Faschismus hinaus aus. Als Beispiele, in denen dieser Mythos zum Tragen kommt, nannte Del Boca die Zeit der Brigantenbekämpfung in Süditalien während des Risorgimento, den Ersten Italienisch-Äthiopischen Krieg, das Gefangenenlager auf Nocra, die Niederschlagung des Boxeraufstands und den Libyenfeldzug im Königreich Italien.

## Film
- Fascist Legacy, BBC 1989, 2 × 50 Minuten, Regie: Ken Kirby